# フランツ・フィッシャー
フランツ・ヨーゼフ・エミール・フィッシャー（ドイツ語: Franz Joseph Emil Fischer, 1877年3月19日 - 1947年12月1日）は、ドイツの化学者。カイザー・ヴィルヘルム石炭研究所の創設者であり、初代所長である。フィッシャー・トロプシュ法を発見したことで有名。

## 経歴
1925年、ハンス・トロプシュとともにフィッシャー・トロプシュ法を発見した。これにより、150–300 °Cの温度で金属触媒を使用して一酸化炭素と水素から液体炭化水素を製造することができるようになった。
1930年、Hans SchraderとともにFischer assay（従来のシェールオイル採掘から予想されるオイルシェールからの油収量を決定するための標準化実験室検査）を開発した。ヴィルヘルム・オストヴァルトとエミール・フィッシャーとも研究を行った。1913年、ミュールハイムにあるカイザー・ヴィルヘルム石炭研究所の所長になった。
1933年にナチスに入党し、1943年に引退するまで帝国退役軍人会に籍を置いていた。

## 受賞歴
- ヴィルヘルム・エクスナー・メダル 1936年
- ホフマン賞 1937年